# Resíduo radioativo

Produção de combustível nuclear e a destinação do resíduo nuclear gerado.

Os resíduos radioativos ou rejeitos radioativos (conhecido popularmente por "lixo atômico"), são formados por resíduos com elementos químicos radioativos que não têm um propósito prático. São frequentemente um subproduto do processo nuclear, como a fissão nuclear. O resíduo também pode gerar-se no processamento de combustível nuclear para os reatores ou armas nucleares e em aplicações médicas de diagnósticos radiológicos na medicina nuclear. Os resíduos radioativos são perigosos para a maioria das formas de vida e ao ambiente, e são regulados por organizações governamentais de maneira a que possa ser protegida a saúde humana e o ambiente.
A destinação do resíduo radioativo é um dos problemas mais sérios resultantes do uso da fissão nuclear para a geração de energia elétrica. Existe ainda a possibilidade de deterioração destes resíduos por meio de raios altamente ionizantes, mas estes tem alto custo.
O maior perigo apresentado pelo resídio atômico é sua radioatividade, tóxica e cancerígena, mesmo em quantidades pequenas.
Tecnologias emergentes, como a bateria de diamante, tornariam possível a reciclagem destes resíduos.

## Composição

O aviso suplementar sobre radiação ionizante lançado em 15 de fevereiro de 2007 pela Agência Internacional de Energia Atómica e a Agência Internacional de Normas.

Os resíduos radioativos provenientes de usinas nucleares contém uma mistura de elementos radioativos de curta duração e de longa duração, bem como elementos não radioativos. A composição média é de aproximadamente 93% Uranio, 1,3% Plutônio, 0,14% outros Actinídeos, e 5,2% de produtos de fissão. Cerca de 1,0% deste resíduo consiste em isótopos de vida longa 79Se, 93Zr, 99Te, 107Pd, 126Sn, 129I e 135Cs. Isótopos de vida mais curta, incluindo 89Sr, 90Sr, 106Ru, 125Sn, 134Cs, 137Cs e 147Pm constituem 0,9% em um ano, diminuindo para 0,1% em 100 anos. Os 3,3-4,1% restante consistem em isótopos não-radioativos.
A diferença entre os resíduos nucleares de alto nível e curta duração e de baixo nível e vida longa pode ser ilustrada pelo exemplo a seguir: Um mole de 131I (meia-vida de 8 dias) e um mole de 129I (meia-vida de 15.700.000 anos) produzem as mesmas 3x1023 emissões em um período igual a uma meia-vida. 131I decai com o lançamento de 970 keV enquanto 129I decai com o lançamento de 194 keV de energia. Portanto, 131g de 131I liberam 45 gigajoules ao longo de oito dias, a uma velocidade inicial de 600 EBq ou 90 quilowatts. Em contraste, 129g de 129I, liberam 9 Gigajoules em mais de 15 milhões de anos, a uma velocidade inicial de 850 MBq ou 25 microwatts. Em outras palavras, os radionuclídeos tais como 129I ou 131I, podem ser altamente radioativos, ou de vida muito longa, mas não ambos.

## Classificação de resíduos radioativos

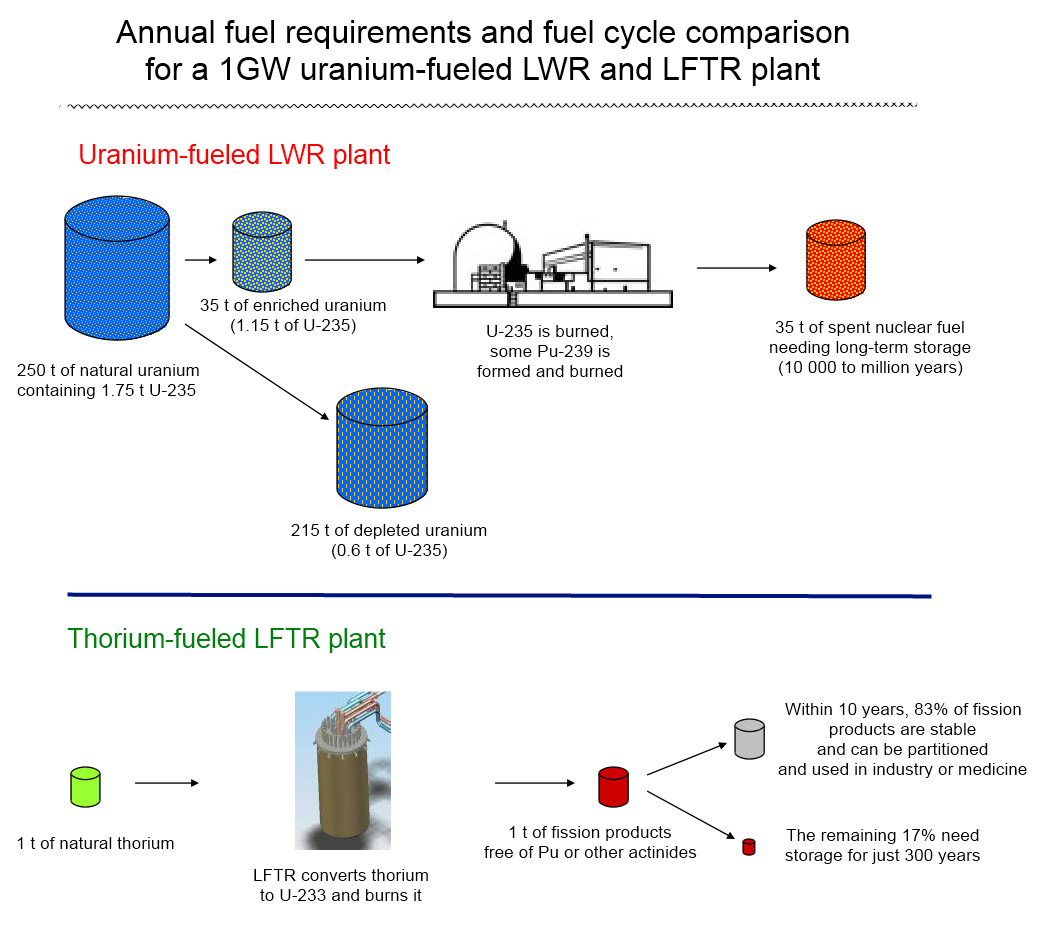
Acima, quantidade de resíduos gerados por um reator abastecido a urânio e, abaixo, de um abastecido a tório (ver: Reator de tório).

A classificação de resíduos radioativos varia entre os países. A IAEA, que pública as Normas sobre Segurança dos Resíduos Radioativos (RADWASS), também têm um papel importante.
Um sumário das quantidades de resíduos radioativos e abordagens para a gerência da maioria de países desenvolvidos é apresentado e convencionado pela Agência Internacional de Energia Atómica (IAEA) Joint Convention on the Safety of Spent Fuel Management and on the Safety of Radioactive Waste Management..  
Estes podem-se classificar por motivos de gestão em:
- Resíduos desclassificados (ou extintos) não oferecem uma radioatividade que pode ser perigosa para a saúde de pessoas e o meio ambiente, ou para o presente ou no futuro, podem ser usados como materiais convencionais.
- Resíduos de baixa atividade possuem radioatividade gama e beta em níveis menores a 0,04 GBq/m³ se são líquidos, 0,00004 GBq/m³ se são gasosos, ou a taxa de dose em contato é inferior a 20 mSv/h se são sólidos. Somente se consideram desta categoria se o seu período de meia-vida for inferior a 30 anos. Devem armazenar-se em armazéns superficiais.
- Resíduos de média atividade possuem radioatividade gama e beta em níveis maiores aos resíduos de baixa atividade mas inferiores a 4 GBq/m³ para líquidos, gasosos com qualquer atividade ou sólidos cuja taxa de dose em contato é superior aos 20 mSv/h. É igual aos resíduos de baixa atividade, somente se consideram desta categoria o seu período de meia-vida for inferior a 30 anos. Devem armazenar-se em armazéns superficiais.
- Resíduos de alta atividade ou alta vida média: todos aqueles materiais emissores de radioatividade alfa e aqueles materiais emissores beta ou gama que superem os níveis impostos pelos limites de resíduos de média atividade. Também aqueles onde o período de meia-vida for superior a 30 anos (como os actinídeos minoritários) devem armazenar-se em armazéns geológicos profundos (AGP).

## Problemas e perigos

### Transporte

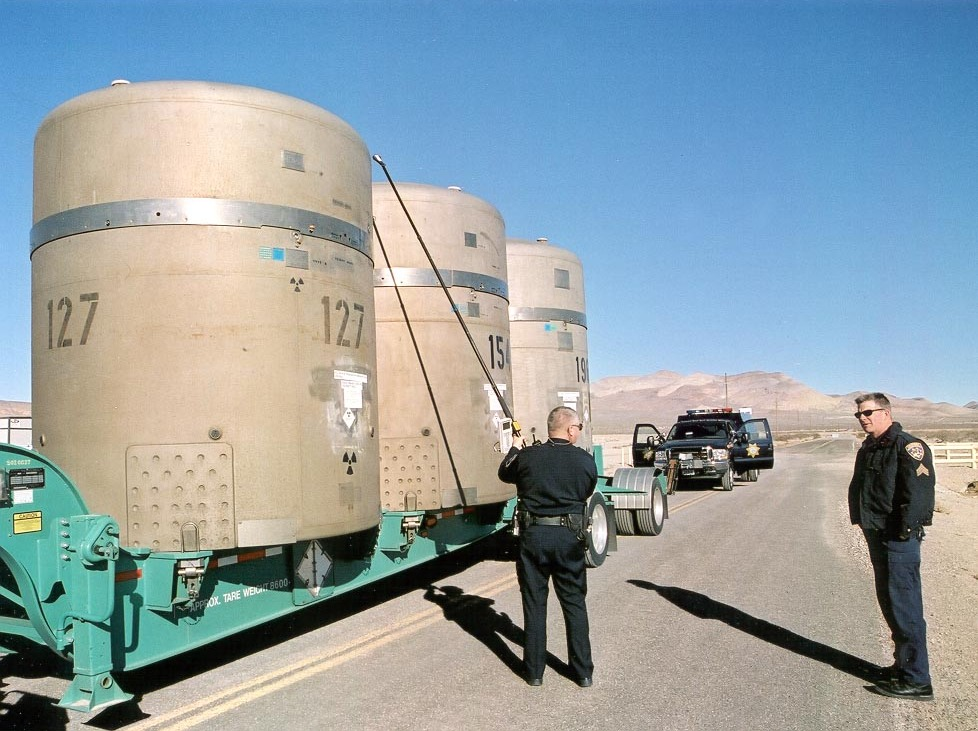
Transporte de resíduos radioativos nos EUA. Cada contentor é construído em aço de 14 in (35,47 cm) de espessura e pesa mais de 50 toneladas.

É gerado um perigo importante no transporte dos resíduos desde as usinas aos armazéns centrais, que se realiza no interior de uns grandes cilindros de metal extremamente resistentes de aço e chumbo.

### Armazenamento dos resíduos
Existem meios viáveis para a gestão dos resíduos. No caso dos de média e baixa atividade, contam com duas opções. Por um lado, o seu confinamento em superfícies ou bem armazenado em instalações subterrâneas de baixa profundidades.
Pela sua parte, os resíduos de alta atividade requerem sistemas de gerência que garantem o seu embalamento e confinamento durante largos períodos de tempo. As duas opções que existem para o armazenamento são armazenamento temporal prolongado (ATC) e o armazenamento definitivo de grande profundidade ou armazenamento geológico profundo. O armazenamento prolongado permite guardar o combustível entre 100 a 300 anos, e pode levar-se a cabo com tecnologia existente na atualidade através dos armazéns temporais centralizados.
Já em relação à segunda opção, o armazenamento geológico profundo ou depósito geológico profundo, falta demonstrar que seria efetivo para períodos extremamente grandes ou ao menos similares ao de armazenamento prolongado. Devido a não existir um regulamento internacional específica a este respeito, mas existir um consenso acerca do armazenamento geológico profundo ser a melhor opção uma vez que a tecnologia ofereça garantias totais. Em ATC, mesmo sem problemas, não oferece uma solução definitiva ao problema, apenas prorroga para gerações futuras. Trata-se, portanto de uma opção de gestão temporal e não final. Mesmo assim a Finlândia iniciou a construção do Onkalo, o primeiro repositório de resíduo nuclear do mundo.

### Descontaminação e limpeza
Se denomina contaminação radioactiva a presença não desejada de substâncias radioactivas no meio ambiente e normalmente, existem 3 etapas de limpeza:
- Processo de desmantelamento e descontaminação
- Protocolos para a realização de exames radiológicos
- Normas para a limpeza de radiação para "liberar para uso irrestrito"